# Guineapolemius basilanus
Guineapolemius basilanus es una especie de coleóptero de la familia Cantharidae.

## Distribución geográfica
Habita en Filipinas.